# Silver Spurs (film 1943)
Silver Spurs è un film del 1943 diretto da Joseph Kane.
È un film western statunitense con Roy Rogers, John Carradine, Smiley Burnette e i Sons of the Pioneers.

## Produzione
Il film, diretto da Joseph Kane su una sceneggiatura di John K. Butler e J. Benton Cheney, fu prodotto da Harry Grey, come produttore associato, per la Republic Pictures e girato a Kernville e nell'Iverson Ranch a Chatsworth in California. Il cavallo di Rogers, Trigger. è accreditato come "The Smartest Horse in the Movies".

## Colonna sonora
- Tumbling Tumbleweeds - scritta da Bob Nolan, cantata da Roy Rogers e dai Sons of the Pioneers
- Back in Your Own Backyard - scritta da Dave Dreyer, Billy Rose e Al Jolson, cantata da Roy Rogers
- Highways Are Happy Ways (When They Lead the Way to Home) - musica di Larry Shay, parole di Harry Barris e Tommie Malie, cantata da Roy Rogers e dai Sons of the Pioneers
- When It's Springtime in the Rockies - musica di Robert Sauer, parole di Mary Hale Woolsey, cantata da the Sons of the Pioneers
- Jubilation Jamboree - scritta da Glenn Spencer

## Distribuzione
Il film fu distribuito negli Stati Uniti dal 12 agosto 1943 al cinema dalla Republic Pictures. È stato distribuito anche in Brasile con il titolo Caminho Trágico.

## Promozione
Tra le tagline: "All jammed into one super entertainment special you'll be talking about weeks after you see it!".